# Viktor Kaifer

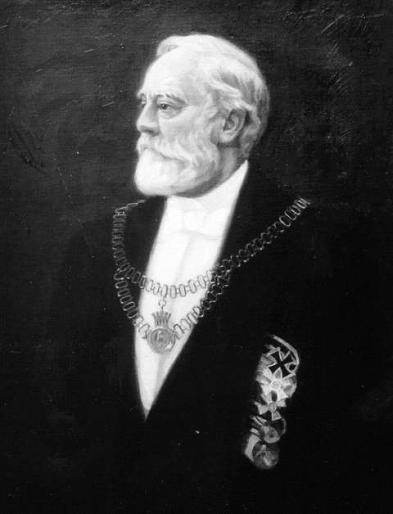
Viktor Kaifer (Gemälde, 1889)

Viktor Kaifer (* 22. Dezember 1831 in Mayen; † 6. Oktober 1913 in Godesberg) war ein deutscher Beamter und Politiker. Er war Bürgermeister von Andernach, Mülheim am Rhein und Mönchengladbach.

## Leben
Victor Kaifer studierte von 1851 bis 1856 Jurisprudenz an der Universität Bonn. Er widmete sich zudem der Orts- und Heimatkunde, betrieb Studien zur Geschichte seiner Heimatstadt Mayen und veröffentlichte Aufsätze und Artikel. Kaifer verfasste auch mehrere humoristische Lieder im Mayener Dialekt, darunter das „Lied vom Mayener Jung“.
Kaifer schlug eine Laufbahn als Beamter ein. Er war Teilnehmer am Deutsch-Französischen Krieg von 1870/71 und wurde dafür mit dem Eisernen Kreuz ausgezeichnet. 1871 übernahm er das Bürgermeisteramt in Andernach. Von Dezember 1874 bis September 1876 war Kaifer Bürgermeister von Mülheim am Rhein und von Oktober 1876 bis September 1900 Bürgermeister bzw. Oberbürgermeister (ab 1888) von Mönchengladbach, damals noch Gladbach bzw. München-Gladbach.
Kaifer legte großen Wert auf infrastrukturelle Modernisierung Mönchengladbachs, denn die Einwohnerzahl der Stadt wuchs innerhalb seiner Amtszeit von 33.000 auf 58.000 an. In seiner Amtszeit wurden das erste Wasserwerk, eine Turnhalle, der Schlachthof, das Kaiserbad und viele Schulen errichtet. Seit 1881 verband darüber hinaus eine Pferdebahn die Städte Gladbach und Rheydt. Kaifer initiierte die Neugestaltung des Geroweihers, die Anlage des Volksgartens und des Kaiserparks, der heutige Adenauerplatz.
Das starke Anwachsen der Bevölkerung führte am 1. Januar 1888 dazu, dass die Stadtgemeinde München-Gladbach aus dem Verband des Landkreises Gladbach ausschied und einen eigenen Stadtkreis bildete. Seit diesem Jahr führte Kaifer den Titel Oberbürgermeister.
Im Januar 1900 bat Kaifer darum, in den Ruhestand wechseln zu dürfen.
Auch nach seinem Abtritt blieb er der Stadt verbunden: 1902 wurde Victor Kaifer Gründungsvorsitzender des Museumsvereins „Zur Hebung des Verständnisses der Bürgerschaft für die Geschichte der engeren Heimat und zur Förderung der auf die Vergrößerung und Vervollständigung des städtischen Museums gerichteten Bestrebungen“. 1904 konnte das Museum in ein eigenes Gebäude am Fliescherberg ziehen.

## Familie
Kaifer wurde als fünftes von acht Kindern geboren, seine Eltern waren Johann Philipp Kaifer (1794–1851) und Katharina, geborene Molitor (1798–1866), seine Geschwister Philipp (* 1824), Fridolin (1825–1871), Eva Luise (1827–1831), Catharina (1829–1902), Gertruda (* 1834), Margaretha (1836–1895) und Johann Philipp (* 1836).
1876 heiratete Viktor Kaifer Anna Maria Donker aus den Niederlanden; mit ihr hatte er vier Kinder: Anna Maria Catharina (1877–1907), Cornelius Walter (1880–1929), Viktor (* 1882) und dessen Zwillingsbruder Otto Alexander (1882–1930).